# Flajeolet (instrument muzical)
Flageoletul este un instrument muzical de suflat din lemn, asemănător cu flautul drept, constând dintr-un tub lung și subțire, prevăzut cu orificii (sau cu clape) și având ambușură.
Inventarea sa (1581) îi este atribuită lui Sieur Juvigny, un nobil francez din secolul al XVI-lea.
Există două forme de bază ale instrumentului:
- flajeoletul francez, având patru orificii pentru degete pe partea din față și două orificii pentru degetul mare pe partea din spate;
- flajeoletul englez, având șase orificii pe partea din față și, uneori, un singur orificiu pentru degetul mare pe partea din spate.

Forma, dimensiunile și caracteristicile flajeoletului au variat destul de mult în ultimele patru secole. Partituri pentru „flajeoletul francez” (cu patru orificii pe partea din față și două orificii pe partea din spate) apar în compozițiile lui Hector Berlioz, Frédéric Chalon, Samuel Pepys și Robert Louis Stevenson. Henry Purcell și Georg Friedrich Händel au scris special piese pentru acest instrument. Cea mai veche colecție de astfel de partituri, Lecții pentru Flajolet, datând din 1676, este păstrată la British Library.
La sfârșitul secolului al  XVIII-lea și începutul secolului al XIX-lea, câțiva fabricanți englezi de instrumente muzicale au început să producă flajeolete cu șase orificii pe partea din față. Aceste instrumente au fost denumite „flajeolete engleze”.
În anul 1810, William Bainbridge a patentat „flajeoletul dublu”, cu ajutorul căruia interpretul putea să armonizeze melodiile pe care le cânta.
În prezent flajeoletul este folosit rar, fiind înlocuit în orchestrele simfonice cu fluierul de tip Tin whistle⁠(en)[traduceți], un instrument ușor, cu timbru moale și blând, având o gamă de aproximativ două octave.